# Trinkaus Galerie
De Trinkaus Galerie was een winkelpassage in de Duitse stad Düsseldorf op de begane grond van het kantoorgebouw van HSBC Trinkaus & Burkhardt AG.   

## Ligging
Het voormalige kantoorgebouw van HSBC Trinkaus & Burkhardt ligt aan de Königsallee 21 en 23 aan de oostzijde, de Trinkausstrasse aan de zuidkant en de Heinrich-Heine-Allee aan de westkant. De winkelpassage was een doorgang van de Königsallee naar de Heinrich-Heine-Allee.

## Geschiedenis
Het kantoorgebouw met winkelpassage op de begane grond werd gebouwd tussen 1972 en 1974 naar een ontwerp van Hentrich, Petschnigg + Partner. Het kantoorgebouw huisvestte de bank HSBC Trinkaus & Burkhardt. Het gebouw is bekleed met bruin graniet en heeft smalle, hoge ramen met donkerbruin aluminium kozijnen met rookglas. Op de begane grond was de foyer van de bank en een winkelpassage met exclusieve winkels.
In 2008 stond de passage, met een uitstraling uit de zeventiger jaren, vrijwel leeg.
In 2012 werd de verouderde winkelpassage verbouwd. Hierbij werden de naar achter liggende frontgevels op de begane grond naar voren getrokken, waardoor er 800m2 meer oppervlakte ontstond. Deze verbouwing kostte 10 miljoen euro en was gereed in de herfst van 2014.
Sinds de verbouwing zijn aan de buitenzijde van het pand winkels en is de binnenruimte van de winkelpassage bij het kantoorgebouw getrokken.